# Adobe Inc.
Adobe Inc. [əˈdoʊbiː] (bis Oktober 2018 Adobe Systems Inc.) ist ein US-amerikanisches Softwareunternehmen, registriert im Bundesstaat Delaware. Es wurde 1982 von John Warnock und Charles Geschke, den Erfindern der Seitenbeschreibungssprache PostScript, gegründet. Der Name Adobe (spanisch und englisch „Lehmziegel“) leitet sich von einem Bach namens Adobe Creek ab, der hinter Warnocks Haus im kalifornischen Los Altos verläuft.
In den Forbes Global 2000 der weltweit größten börsennotierten Unternehmen belegt Adobe Platz 297 (Stand: 2021). Das Unternehmen kam Mitte 2021 auf einen Börsenwert von ca. 318 Mrd. US-Dollar.

## Geschichte

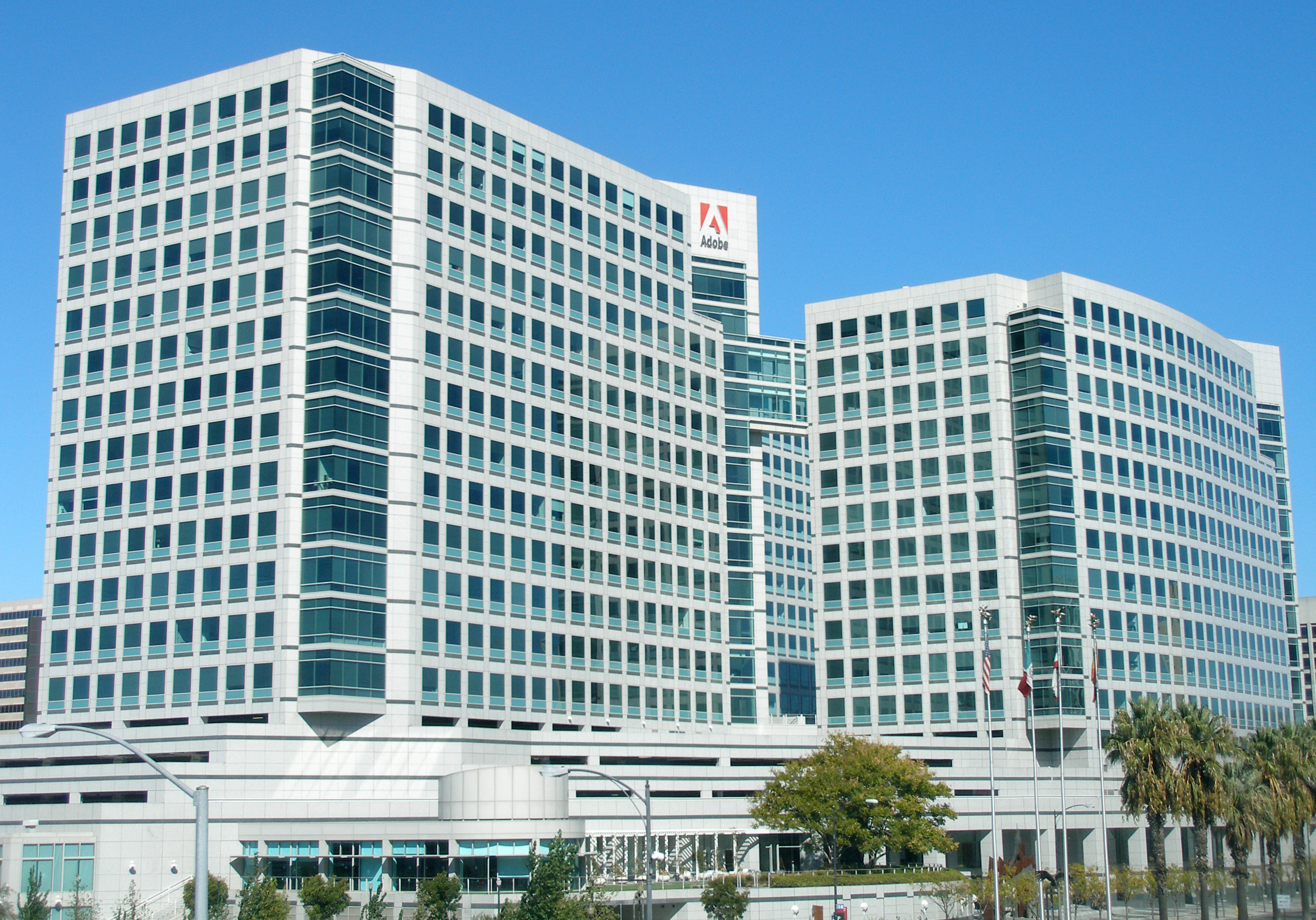
Hauptquartier von Adobe in Downtown San José, Kalifornien

John Warnock und Charles Geschke waren Kollegen und forschende Angestellte bei Xerox PARC. Sie erfanden dort die Seitenbeschreibungssprache Interpress. Da Xerox nicht gewillt war diese zu vermarkten, gründeten beide im Dezember 1982 Adobe und vermarkteten Interpress mit kleineren Änderungen unter dem Namen PostScript.
PostScript erlaubt es, mit verhältnismäßig geringem Datenaufkommen Dokumente für die Druckvorstufe exakt und reproduzierbar zu beschreiben. Die Dateien sind im Gegensatz zu Druckersprachen hardwareunabhängig, können in andere Dokumente eingebunden werden (EPS), sind jedoch als letzte Stufe der Produktionskette nur bedingt bearbeitbar. Postscript wurde durch PDF ersetzt.
2009 beschäftigte Adobe etwa 8.660 Angestellte und hatte einen Jahresumsatz von ungefähr 2,9 Milliarden US-Dollar. Im selben Jahr legte Adobe ein öffentliches Übernahmeangebot für den Internetanalyse-Spezialisten Omniture im Volumen von 1,8 Mrd. US-Dollar vor.
Unbekannte Täter haben einer Mitteilung von Adobe Systems am 3. Oktober 2013 zufolge den Quellcode von Adobe Acrobat, Adobe ColdFusion, möglichen anderen Programmen und Kreditkartendaten von 2,9 Mio. Kunden gestohlen.
Im September 2022 kündigte Adobe an, das webbasierte Design-Werkzeug Figma für 20 Mrd. Dollar übernehmen zu wollen.

## Geschäftszahlen
| Jahr | Umsatz in Mio. US-$ | Gewinn in Mio. US-$ | Preis je Aktie in US-$ | Angestellte |
| ---- | ------------------- | ------------------- | ---------------------- | ----------- |
| 2005 | 1.966               | 603                 | 30,77                  | 5.734       |
| 2006 | 2.575               | 506                 | 35,60                  |             |
| 2007 | 3.158               | 724                 | 41,97                  |             |
| 2008 | 3.580               | 872                 | 35,33                  |             |
| 2009 | 2.946               | 387                 | 28,63                  | 8.660       |
| 2010 | 3.800               | 775                 | 31,21                  |             |
| 2011 | 4.216               | 833                 | 30,12                  |             |
| 2012 | 4.404               | 833                 | 32,67                  |             |
| 2013 | 4.055               | 290                 | 46,80                  | 11.847      |
| 2014 | 4.147               | 268                 | 67,45                  | 12.499      |
| 2015 | 4.796               | 630                 | 80,97                  | 13.893      |
| 2016 | 5.854               | 1.169               | 97,32                  | 15.706      |
| 2017 | 7.302               | 1.694               | 144,00                 | 17.973      |
| 2018 | 9.030               | 2.590               | 235,04                 | 21.357      |
| 2019 | 11.171              | 2.951               | 279,32                 | 22.634      |
| 2020 | 12.868              | 5.260               | 415,97                 | 22.516      |
| 2021 | 15.785              | 4.822               | 560,61                 | 25.988      |
| 2022 | 17.606              | 4.756               | 396,12                 | 29.239      |
| 2023 | 19.409              | 5.428               | 465,60                 | 29.945      |

## Produkte
Zu den weiteren Produkten gehört seit dem 3. Dezember 2005 die ganze Programmpalette des Unternehmens Macromedia (Flash, Shockwave, Dreamweaver, Director). Adobe kaufte am 18. April 2005 das Unternehmen Macromedia für 3,4 Milliarden Dollar.
Nach der Übernahme von Aldus PageMaker durch Adobe wurde nach einiger Zeit Adobe PageMaker durch Adobe InDesign ersetzt. Um auch im Privatbereich Programme anbieten zu können, erstellt Adobe seit geraumer Zeit von vielen Programmen abgespeckte Varianten, die den Namenszusatz Elements tragen.
Im November 2016 präsentierte Adobe das Voice Conversion (VC)-Programm Voco (Eigenschreibweise: „VoCo“). Voco ist ein Bearbeitungsprogramm für Tonaufzeichnungen, so können Mitschnitte von Reden im Nachgang bearbeitet werden. In Massenmedien wird Voco auch das „Photoshop für Sprachdateien“ genannt.
Im Juni 2018 gab Adobe die vollständige Übernahme der Onlineshop-Software Magento Commerce bekannt. Der Kaufpreis betrug umgerechnet ca. 1,5 Milliarden Euro.
| Kostenlose Produkte    |
| ---------------------- |
| Adobe Reader           |
| Adobe Flash Player     |
| Adobe AIR              |
| Adobe Shockwave Player |

| Produktpakete                                                      |
| ------------------------------------------------------------------ |
| Adobe Creative Cloud                                               |
| Adobe Document Cloud                                               |
| Adobe Marketing Cloud                                              |
| Adobe Digital Publishing Suite                                     |
| Adobe Creative Suite (Ende mit CS6 – ersetzt durch Creative Cloud) |

| E-Learning                          |
| ----------------------------------- |
| Adobe Authorware                    |
| Adobe Captivate                     |
| Adobe Director                      |
| Adobe Technical Communication Suite |

### Creative-Cloud-Produkte
| Creative Cloud DESIGN |
| --------------------- |
| Adobe Photoshop CC    |
| Adobe Illustrator CC  |
| Adobe InDesign CC     |
| Adobe Fireworks CS6   |
| Adobe Muse CC         |
| Adobe Edge Reflow CC  |
| Adobe Ideas           |
| Adobe Typekit CC      |
| Adobe Kuler           |
| Adobe Behance         |
| Adobe ProSite         |

| Creative Cloud WEB    |
| --------------------- |
| Adobe Photoshop CC    |
| Adobe Dreamweaver CC  |
| Adobe Fireworks CS6   |
| Adobe Edge Animate CC |
| Adobe Edge Code CC    |
| Adobe Edge Reflow CC  |
| Adobe Edge Inspect CC |
| Adobe Web Fonts CC    |
| Adobe PhoneGap Build  |
| Adobe Typekit         |
| Adobe Muse CC         |
| Adobe Animate CC      |
| Adobe Kuler           |
| Adobe Behance         |
| Adobe ProSite         |
| Adobe Web Hosting     |

| Creative Cloud AUDIO/VIDEO |
| -------------------------- |
| Adobe Premiere Pro CC      |
| Adobe After Effects CC     |
| Adobe Photoshop CC         |
| Adobe Animate CC           |
| Adobe Audition CC          |
| Adobe SpeedGrade CC        |
| Adobe Story CC Plus        |
| Adobe Prelude CC           |
| Adobe Behance              |
| Adobe Kuler                |
| Adobe ProSite              |
| Adobe Media Encoder CC     |

| Creative Cloud FOTOGRAFIE |
| ------------------------- |
| Adobe Photoshop CC        |
| Adobe Photoshop Lightroom |
| Adobe Behance             |
| Adobe Kuler               |
| Adobe Photoshop Touch     |
| Adobe ProSite             |

| Creative Cloud PUBLISHING      |
| ------------------------------ |
| Adobe Digital Publishing Suite |
| Adobe Acrobat DC Pro           |
| Adobe Photoshop CC             |
| Adobe Illustrator CC           |
| Adobe Dreamweaver CC           |
| Adobe InCopy CC                |
| Adobe InDesign CC              |
| Adobe Muse CC                  |
| Adobe Behance                  |
| Adobe Kuler                    |
| Adobe Typekit CC               |
| Adobe ProSite                  |
| Adobe Web Hosting              |

| Creative Cloud SPIELE  |
| ---------------------- |
| Adobe Photoshop CC     |
| Adobe Edge Animate CC  |
| Adobe Flash Builder CC |
| Adobe Animate CC       |
| Adobe Scout CC         |
| Adobe Gaming SDK       |
| Adobe Behance          |
| Adobe Kuler            |
| Adobe ProSite          |

### Sortierung nach Funktion
| Adobe & HTML         |
| -------------------- |
| Adobe Edge Animate   |
| Adobe Edge Reflow    |
| Adobe Edge Code      |
| Adobe Edge Inspect   |
| Adobe Edge Web Fonts |
| Adobe Typekit        |
| Adobe PhoneGap Build |

| Digitale Bildbearbeitung  |
| ------------------------- |
| Adobe Photoshop           |
| Adobe Photoshop Elements  |
| Adobe Photoshop Album     |
| Adobe Photoshop Lightroom |
| Adobe Bridge              |

| Druckvorstufe                        |
| ------------------------------------ |
| Adobe Acrobat Adobe Acrobat Elements |
| Adobe Acrobat Messenger              |
| Adobe Capture                        |
| Adobe Distiller                      |
| Adobe Reader                         |
| Adobe LiveCycle Reader Extensions ES |

| Druck und Internet               |
| -------------------------------- |
| Adobe Connect                    |
| Adobe Contribute                 |
| Adobe Brackets                   |
| Adobe Designer                   |
| Adobe Dreamweaver                |
| Adobe Muse                       |
| Adobe Flash                      |
| Adobe Flash Catalyst             |
| Adobe Fireworks                  |
| Adobe Illustrator                |
| Adobe GoLive (eingestellt)       |
| Adobe HomeSite (eingestellt)     |
| Adobe InDesign                   |
| Adobe InCopy                     |
| Adobe Graphics Server            |
| Adobe SVG Viewer                 |
| Adobe PageMaker (eingestellt)    |
| Adobe FrameMaker                 |
| Adobe FrameMaker Server          |
| Adobe Streamline                 |
| Adobe Dimensions                 |
| Adobe Type                       |
| Adobe Type Manager (eingestellt) |

| Video und Audio                                        |
| ------------------------------------------------------ |
| Adobe Production Studio                                |
| Adobe Video Collection                                 |
| Adobe Premiere Adobe Premiere Elements                 |
| Adobe After Effects                                    |
| Adobe SpeedGrade                                       |
| Adobe Prelude                                          |
| Adobe Media Encoder                                    |
| Adobe Encore                                           |
| Adobe Audition                                         |
| Adobe Soundbooth (seit der CS6 durch Audition ersetzt) |
| Adobe Atmosphere                                       |
| Adobe Captivate                                        |

### Weitere Produkte
| Hilfesysteme   |
| -------------- |
| Adobe RoboHelp |
| Adobe Kuler    |

| Server-Produkte          |
| ------------------------ |
| Adobe Integrated Runtime |
| Adobe ColdFusion         |
| Adobe Business Catalyst  |
| Adobe Flex               |
| Adobe Drive CC           |
| Adobe InDesign Server    |
| Adobe LiveCycle Designer |
| Adobe Version Cue        |

| Technologien                       |
| ---------------------------------- |
| Adobe Extreme                      |
| FlashPaper                         |
| Portable Document Format (PDF)     |
| PostScript                         |
| Extensible Metadata Platform (XMP) |

## Kritik
Adobe wird kritisiert, da es, insbesondere nach der Übernahme von Macromedia, in vielen Bereichen ein Quasimonopol innehat, so z. B. bei der Bildbearbeitung durch Photoshop oder der Illustration mittels Illustrator oder dem übernommenen FreeHand.
Ein weiterer Kritikpunkt ist die Preisgestaltung für den europäischen Markt. So lag beispielsweise der Preis für die Adobe Creative Suite CS3 Design Premium in Europa um 65 Prozent höher als in den USA. Als Reaktion darauf wurde 2007 die Petition Fair Pricing for European Software lanciert, die über 10.000 Unterschriften erzielte.
In der Branche existieren viele Spekulationen über Marktanteile des Produkts InDesign gegenüber QuarkXPress.
Im Januar 2013 wurde Adobe kritisiert, nachdem es die Creative Suite 2 zunächst kostenfrei zum Download angeboten hatte. Laut einer Stellungnahme des Unternehmens handelte es sich dabei aber lediglich um eine Version, die als Ersatz für eine ausgefallene Produktaktivierung vorgesehen war. Auf das große öffentliche Interesse an einer kostenfreien – wenn auch veralteten – Version der CS reagierte Adobe nicht.